# Ungarische Eishockeyliga 1940/41
Die Saison 1940/41 war die fünfte Spielzeit der ungarischen Eishockeyliga, der höchsten ungarischen Eishockeyspielklasse. Meister wurde zum ersten Mal in der Vereinsgeschichte überhaupt BBTE Budapest.

## Modus
Die Meisterschaft wurde in der Hauptrunde in vier regionale Gruppen eingeteilt. Deren Gewinner qualifizierten sich für das Finalturnier, dessen Gewinner Meister wurde. Für einen Sieg erhielt jede Mannschaft zwei Punkte, bei einem Unentschieden gab es einen Punkt und bei einer Niederlage null Punkte.

## Hauptrunde

### Gruppe Budapest
|    | Klub            | Sp | S | U | N | Tore | Punkte |
| -- | --------------- | -- | - | - | - | ---- | ------ |
| 1. | BBTE Budapest   | 4  | 2 | 2 | 0 | 8:6  | 6      |
| 2. | Ferencvárosi TC | 4  | 0 | 4 | 0 | 5:5  | 4      |
| 3. | BKE Budapest    | 4  | 0 | 2 | 2 | 5:7  | 2      |

Sp = Spiele, S = Siege, U = unentschieden, N = Niederlagen, OTS = Overtime-Siege, OTN = Overtime-Niederlage, SOS = Penalty-Siege, SON = Penalty-Niederlage

### Gruppe Nord
- Der Kassai AC qualifizierte sich für das Finalturnier.

### Gruppe Székelyföld
|    | Klub               |
| -- | ------------------ |
| 1. | Marosvásárhelyi SE |
| 2. | Csíkszereda        |

Sp = Spiele, S = Siege, U = unentschieden, N = Niederlagen, OTS = Overtime-Siege, OTN = Overtime-Niederlage, SOS = Penalty-Siege, SON = Penalty-Niederlage

### Gruppe Kolozsvár
- Der Kolozsvári KE qualifizierte sich für das Finalturnier.

## Finalturnier
|    | Klub               | Sp | S | U | N | Tore | Punkte |
| -- | ------------------ | -- | - | - | - | ---- | ------ |
| 1. | BBTE Budapest      | 2  | 2 | 0 | 0 | 13:3 | 4      |
| 2. | Kolozsvári KE      | 2  | 1 | 0 | 1 | 3:9  | 2      |
| 3. | Marosvásárhelyi SE | 2  | 0 | 0 | 2 | 3:7  | 0      |

Sp = Spiele, S = Siege, U = unentschieden, N = Niederlagen, OTS = Overtime-Siege, OTN = Overtime-Niederlage, SOS = Penalty-Siege, SON = Penalty-Niederlage
Anmerkung: Der Kassai AC verzichtete auf seine Teilnahme am Finalturnier.